# Литература Мозамбика

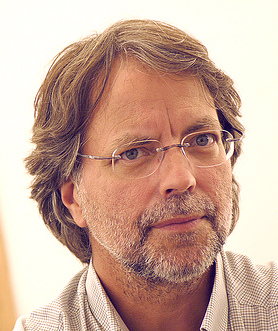
Миа Коуту, автор романа «Терра Сомнамбула», вошедшего в топ-12 «Ста лучших книг Африки XX века»

Литература Мозамбика развивается преимущественно на португальском языке; отдельные литераторы пишут на распространённых в Мозамбике языках группы банту.

## История

### Устная традиция
Устная литературная традиция Мозамбика представлена сказками, пословицами, загадками и легендами разных народов страны. В качестве героев фольклора выступают люди и животные.
Отдельно стоит отметить искусство поэтов и музыкантов народа шопи, которые сохранили своё самобытное поэтическое искусство, зародившееся до колонизации. Исполнение стихов у шопи сопровождается игрой на национальных инструментах — тимбилаш.

### Письменная традиция
Письменная литературная традиция начала складываться в стране только в начале XX века, когда стали появляться первые сборники поэзии, стала развиваться журналистика. Одним из первых мозамбикских поэтов стал Руй ди Норонья, использовавший в своём творчестве темы мозамбикского фольклора; в дальнейшем фольклор находит своё отражение и в текстах других писателей Мозамбика.

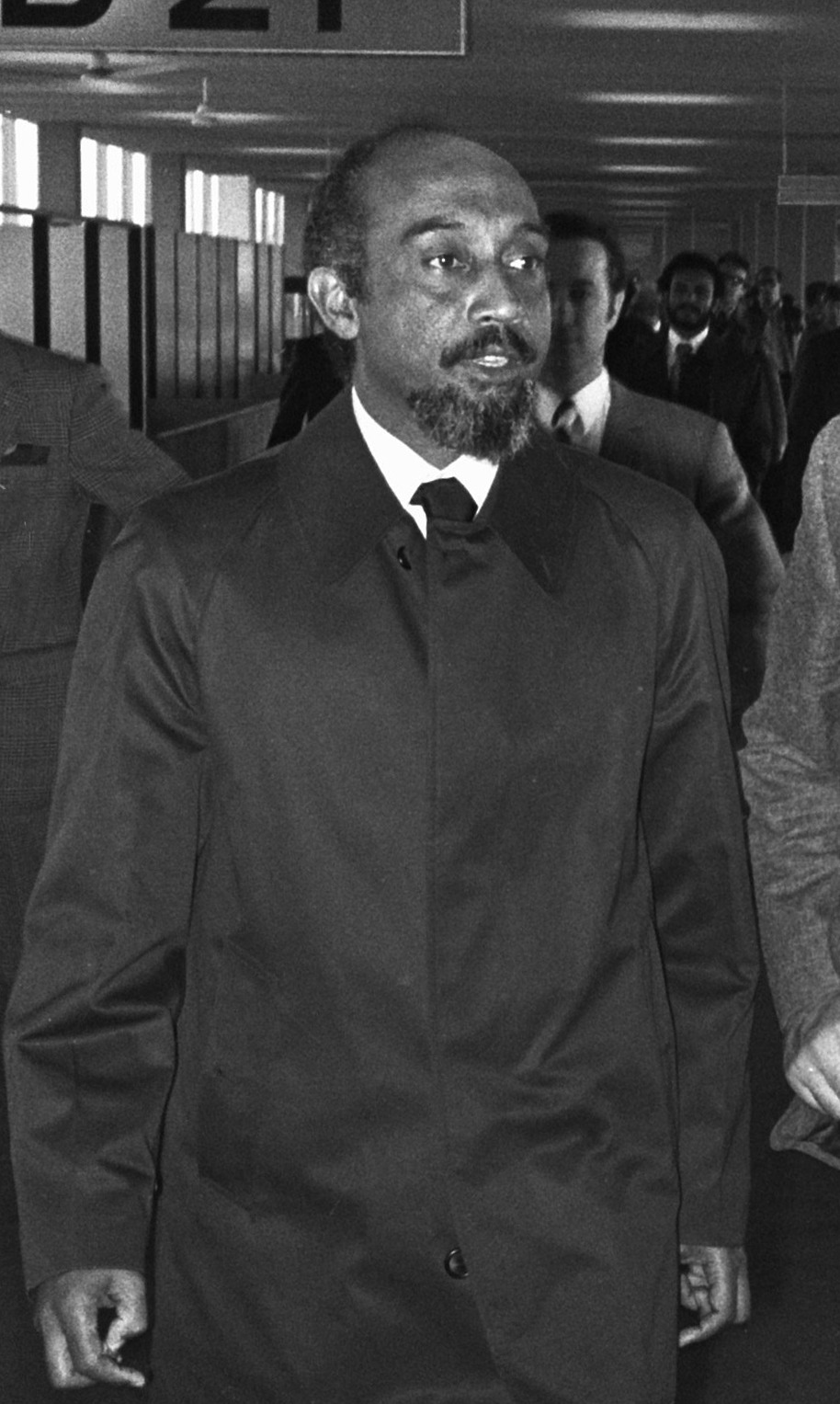
Поэт Марселину душ Сантуш

Известно о том, что и в более ранние времена в Мозамбике жили или бывали писатели. Среди них можно назвать Луиса де Камоэнса и Томаса Антониу Гонзагу.
Важным событием, послужившим зарождению печатного слова в Мозамбике, стало издание журналистами Жуаном Альбазини и Эштасиу Диашем (порт. Estácio Dias) газеты «Клич Африки» (порт. О Brado Africano), которая публиковала материалы не только на португальском языке, но также часть площадей выделяла под тексты на широнга.
C 1920-х годов в художественной литературе были отчётливо заметны и произведения в поддержку колониальных властей, и выступающие против неё. Среди авторов первых можно назвать Родригиса Жуниора и Мануэля де Бриту Камашу; среди авторов вторых — Жуана Альбазини («Книга скорби», 1925 год).
В колониальный период развитию литературы мешала политика властей, которая строго ограничивала местную культуру цензурными ограничениями и активно использовала полицейские силы против писателей. Даже получить высшее образование в Европе и Бразилии отдельные мозамбикцы смогли только после Второй мировой войны. После первых событий начавшейся войны за независимость в 1965—1966 годы были арестованы и осуждены поэты Жозе Кравейринья и Руй Ногар, а также прозаик Луиш Бернарду Онвана.
Первая книга писателя африканского происхождения вышла в Мозамбике только в 1952 году. Это был посмертно изданный сборник Жуана Диаша «Годидо и другие сказки» (порт. Godido e outros contos).

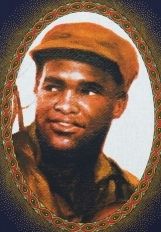
Эдуарду Мондлане, автор книги «Борьба за Мозамбик», вошедшей в число «Ста лучших книг Африки XX века»

В 1981 году была создана Ассоциация мозамбикских писателей.
Организованный известным африканистом Али Мазруи проект «Сто лучших книг Африки XX века» (англ. Africa's 100 best books of the 20th Century) в 2002 году среди лауреатов назвал произведения таких мозамбикских писателей, как Жозе Кравейринья, Луиш Бернарду Онвана, Унгулани Ба Ка Кхоса, Эдуарду Мондлане, а роман Миа Коуту «Терра Сомнамбула» даже попал в число двенадцати лучших произведений.
Среди других мозамбикских писателей следует упомянуть Альбину Магайя, Орланду Мендиша, Сержиу Виейру, Марселину душ Сантуша, Ноэмию ди Соза, Жорже Ребелу, Рейнальдо Феррейру, Алберто ди Ласерду, Руя Кнопфли, Малангатану Нгвенья, Арманду Гебузу, Паулину Шизиане и других.
Важную роль в мозамбикской литературе играют и критики, среди которых Эужениу Лисбуа и другие.